# Philip Kaufman
Philip Kaufman (Chicago, Illinois, 1936. október 23. –) BAFTA-díjas amerikai forgatókönyvíró, filmrendező.

## Élete
Philip Kaufman Chicagóban született 1936. október 23-án  Nathan és Betty Kaufman gyermekeként.
Tanulmányait a Chicagói Egyetemen, valamint a Harvard Egyetem jogi karán végezte el.
1965-ben megnyerte a Cannes-i kritikusok elsőfilmes díját a Goldstein című filmmel. 1972-ben Kaufman írta és rendezte a Banditák a jenkik földjén című filmet, amelyben Robert Duvall volt a főszereplő. Két évvel később, 1974-ben ő rendezte A fehér hajnal című filmet, James Houston novellája alapján. 1976-ban ő volt a forgatókönyvírója A törvényenkívüli Josey Wales című filmnek, amelyben Clint Eastwood volt a rendező és a főszereplő is. Két évvel később A testrablók támadása című filmje nagy sikert hozott számára. 1979-ben ő rendezte a Wanderers című filmet Richard Price regénye alapján. 1981-ben az Indiana Jones-filmek forgatókönyvírója lett. Két évvel később ő rendezte Az igazak című filmet Tom Wolfe azonos nevű könyve alapján. 1988-ban A lét elviselhetetlen könnyűsége című filmjével BAFTA-díjat nyert.

## Magánélete
1958-2009 között Rose Kaufman volt a felesége.

## Filmjei
- Goldstein (1964)
- Félelem nélküli Frank (1967)
- Banditák a jenkik földjén (1972)
- A fehér hajnal (1974)
- A törvényenkívüli Josey Wales (1976) (forgatókönyv)
- A testrablók támadása (1978)
- Wanderers (1979)
- Az elveszett frigyláda fosztogatói (1981) (forgatókönyv)
- Az igazak (1983)
- A lét elviselhetetlen könnyűsége (1988) (rendező, forgatókönyv)
- Indiana Jones és az utolsó kereszteslovag (1989) (forgatókönyv)
- Henry és June (1990)
- Gyilkos nap (1993)
- Sade márki játékai (2000)
- Függőség (2004)
- Indiana Jones és a kristálykoponya királysága (2008) (forgatókönyv)

## Díjai
- Cannes-i kritikusok elsőfilmes díja (1964)
- Bodil-díj (1985) Az igazak
- BAFTA-díj a legjobb adaptált forgatókönyvnek (1989) A lét elviselhetetlen könnyűsége